# Udea nebulalis
Udea nebulalis là một loài bướm đêm trong họ Crambidae.